# Aurora Pro Patria 1919
Aurora Pro Patria 1919, thường được gọi là Pro Patria, là một câu lạc bộ bóng đá Ý có trụ sở tại Busto Arsizio, Lombardy. Trong tiếng Latin, Pro Patria dịch là "Vì Tổ quốc".

## Lịch sử

### Pro Patria et Libertate
Câu lạc bộ được thành lập vào năm 1919.
Câu lạc bộ đã chơi ở Serie A mười bốn lần chủ yếu trong nửa đầu thế kỷ 20, lần cuối cùng là vào năm 1955.
Năm 1995, câu lạc bộ, sau đó có tên chính thức là Pro Patria et Libertate, đã bị loại khỏi Serie D.

### Pro Patria Gallaratese GB
Gallaratese của Gallarate đã được nhận vào Serie C2, để giữ cho thương hiệu lịch sử tồn tại, nó đổi tên thành Pro Patria Gallaratese GB (GB lần lượt là cho Gallarate và Busto Arsizio): câu lạc bộ được coi là đội thừa kế trực tiếp của Pro Patria et Libertate.
Câu lạc bộ đã chơi ở giải hạng tư cho đến năm 2002, khi câu lạc bộ giành được sự thăng hạng lên Serie C1 thông qua vòng playoffs. Vào năm 2008, câu lạc bộ đã bị rớt xuống Serie C2 sau khi thua 2 trận play-off trước Hellas Verona 2-1 trên tổng số, nhưng sau đó được chuyển đến Lega Pro Prima Divisione để lấp chỗ trống.
Vào tháng 6 năm 2008, một câu lạc bộ tiếp quản đã hoàn thành và kế hoạch đầy tham vọng cho sự trở lại Serie B. Tuy nhiên, màn trình diễn ấn tượng trong Lega Pro Prima Divisione 2008 đi09 đã đi kèm với những rắc rối tài chính, dẫn đến câu lạc bộ bị thẩm phán địa phương tuyên bố vỡ nợ vào tháng 4 năm 2009 do nợ tài chính quá mức. Chủ tịch câu lạc bộ sau đó đã bị bắt và phải ra tòa với các cáo buộc liên quan đến vụ phá sản. Con đường đến Serie B không có gì cho đội một cách cay đắng nhất;thất bại nặng nề trong trận đấu trở lại sân nhà trong trận chung kết play-off với Padova, người đã chơi với 10 người sau khi bị đuổi sớm.

### Aurora Pro Patria 1919
Vào ngày 27 tháng 6 năm 2009 Aurora Pro Patria 1919, thuộc sở hữu của gia đình Tesoro, doanh nhân xây dựng từ Apulia, đã có được danh hiệu thể thao từ người thanh lý của công ty cũ.
Trong mùa giải 2009-10, nó đã bị rớt xuống Lega Pro Seconda Divisione. Trong mùa giải 2012-13, nó đã được thăng cấp lên Lega Pro Prima Divisione. Trong mùa giải 2014-15, nó đã bị xuống hạng ở Serie D, nhưng nó đã được chuyển sang Lega Pro để lấp chỗ trống. Một lần xuống hạng thứ hai liên tiếp đến Serie D tuy nhiên đã đưa câu lạc bộ xuống mức độ nghiệp dư của bóng đá Ý.

#### Cáo buộc phân biệt chủng tộc 2013
Vào ngày 3 tháng 1 năm 2013, câu lạc bộ đã gặp AC Milan trong một trận giao hữu, khi một nhóm nhỏ nhắm vào các cầu thủ AC Milan, bao gồm M'Baye Niang, Urby Emanuelson, Sulley Muntari và Kevin-Prince Boateng. Boateng phản ứng giận dữ, đá bóng lên khán đài, trước khi các cầu thủ Milan rời sân, khiến trận đấu bị hủy. Phán quyết cuối cùng về vụ việc, tuy nhiên, tuyên bố rằng hình phạt được lưu truyền không liên quan đến cáo buộc phân biệt chủng tộc. Pro Patria đã buộc phải chơi một trận đấu không khán giả vì sự cố này.

## Đội hình
Tính đến ngày 30 tháng 8 năm 2024
Ghi chú: Quốc kỳ chỉ đội tuyển quốc gia được xác định rõ trong điều lệ tư cách FIFA. Các cầu thủ có thể giữ hơn một quốc tịch ngoài FIFA.
| Số | VT | Quốc gia | Cầu thủ              |
| -- | -- | -------- | -------------------- |
| 1  | TM | Ý        | William Rovida       |
| 3  | HV | Ý        | Christian Travaglini |
| 4  | TV | Ý        | Pietro Reggiori      |
| 5  | HV | Albania  | Ervin Bashi          |
| 6  | TV | Ý        | Amer Mehić           |
| 7  | TĐ | Ý        | Dennis Curatolo      |
| 8  | TV | Ý        | Andrea Palazzi       |
| 9  | TĐ | Ý        | Giacomo Beretta      |
| 10 | TV | Ý        | Gianluca Nicco       |
| 11 | TĐ | Pháp     | Jonathan Pitou       |
| 12 | TM | Ý        | Leandro Pratelli     |
| 13 | HV | Ý        | Raffaele Alcibiade   |
| 14 | TĐ | Ý        | Giorgio Citterio     |
| 17 | TĐ | Ý        | Abdelrahman Frattini |

| Số | VT | Quốc gia | Cầu thủ                                 |
| -- | -- | -------- | --------------------------------------- |
| 18 | TV | Ý        | Leonardo Piran                          |
| 19 | HV | Ý        | Manuel Lombardoni                       |
| 20 | HV | Ý        | Christophe Renault                      |
| 21 | TĐ | Ý        | Leonardo Ferrario                       |
| 22 | TM | Ý        | Luca Bongini                            |
| 24 | HV | Ý        | Martin Miculi                           |
| 25 | TV | Ý        | Davide Ferri                            |
| 27 | HV | Ý        | Tommaso Cavalli (on loan from Atalanta) |
| 28 | TV | Ý        | Marco Somma                             |
| 29 | TV | Albania  | Eljon Toçi (on loan from Fiorentina)    |
| 30 | HV | Ý        | Giovanni Vaglica                        |
| 31 | TĐ | Ý        | Giovanni Terrani                        |
| 33 | HV | Ý        | Alessandro Sassaro                      |
| 75 | TV | Ý        | Andrea Mallamo                          |

### Chú mượn
Ghi chú: Quốc kỳ chỉ đội tuyển quốc gia được xác định rõ trong điều lệ tư cách FIFA. Các cầu thủ có thể giữ hơn một quốc tịch ngoài FIFA.
| Số | VT | Quốc gia | Cầu thủ                                                            |
| -- | -- | -------- | ------------------------------------------------------------------ |
| —  | TĐ | Ý        | Emanuele Zanaboni (tại Monza U19 cho đến ngày 30 tháng 6 năm 2025) |